# Звукові носії
Звукові́ носі́ї, а́удіоносії — носії інформації, що слугують для зберігання звуку з метою наступного відтворення. Історія розвитку звукових носіїв засвідчила такі типи:
| Рік появи                      | Носії (пристрої)                                     | Формат запису |
| ------------------------------ | ---------------------------------------------------- | --- |
| 1877                           | Фонограф                                             | Механічний аналоговий |
| 1883                           | механічні фортепіано                                 | Механічний цифровий (автоматичні музичні інструменти)                                                                         |
| 1895                           | Грамофон                                             | Механічний аналоговий |
| 1898                           | Запис на магнітний дріт                              | Аналоговий; магнітний |
| 1925                           | Electrical cut record                                | Механічний Аналоговий; диски розміром 7", 10", 12", більшість 78 обертів на хвилину                                           |
| 1930-ті                        | котушковий магнітофон, Magnetic Tape                 | Аналоговий; магнітний; стрічка рухається зі швидкістю 30 ips, пізніше 15 ips, 7,5 ips, 3,75, 1,875 ips                        |
| 1930-ті                        | Electrical transcriptions                            | Механічний Аналоговий; диски розміром 16", 33 1/3 обертів на хвилину                                                          |
| 1948 (комерційне використання) | Грамофонна платівка                                  | Аналоговий, диски розміром 7" (most 45 обертів на хвилину), диски розміром 10" та 12" (більшість — 33 1/3 обертів на хвилину) |
| 1957                           | Стереофонічна Грамофонна платівка                    | Аналоговий |
| 1962                           | 4-Track (Stereo-Pak)                                 | Аналоговий |
| 1963                           | Компакт-касета                                       | Аналоговий |
| 1965                           | 8-Track (Stereo-8)                                   | Аналоговий |
| 1969                           | Мікрокасета                                          | Аналоговий, плівка шириною 1/8 дюйма, рухається зі швидкістю 2.4 см/с або 1.2 см/с.                                           |
| 1969                           | Мінікасета                                           | Аналоговий, плівка шириною 1/8 дюйма, рухається зі швидкістю 1.2 см/с                                                         |
| 1970                           | квадрофонічний 8-Track (Quad-8) (Q8)                 | Аналоговий, плівка шириною 1/4 дюйма, рухається зі швидкістю ~ 1,87 см/с                                                      |
| 1971                           | квадрофонічна грамофонна платівка (CD-4) (SQ Matrix) | |
| 1975                           | Betamax Digital Audio                                | 'Dolby Stereo' об'ємний звук кіно                                                                                             |
| 1976                           | Elcaset                                              | |
| 1978                           | Оптичний диск                                        | |
| 1982                           | Компакт диск (CD-DA)                                 | PCM |
| 1985                           |                                                      | Audio Interchange File Format (AIFF)                                                                                          |
| 1985                           |                                                      | Sound Designer (by Digidesign)                                                                                                |
| 1987                           | Digital Audio Tape (DAT)                             | |
| 1991                           | Мінідиск (MD)                                        | ATRAC |
| 1992                           | Digital Compact Cassette (DCC)                       | |
| 1992                           |                                                      | WAVEform (WAV) Dolby Digital surround cinema sound                                                                            |
| 1993                           |                                                      | Digital Theatre System (DTS) Sony Dynamic Digital Sound (SDDS)                                                                |
| 1995                           |                                                      | MP3 |
| 1997                           | DVD                                                  | Dolby Digital |
| 1997                           | DTS-CD                                               | DTS Audio |
| 1999                           | DVD-Audio                                            | |
| 1999                           | Super Audio CD (SACD)                                | |
| 1999                           |                                                      | Windows Media Audio (WMA) |
| 1999                           |                                                      | The True Audio Lossless Codec (TTA)                                                                                           |
| 2000                           |                                                      | Free Lossless Audio Codec (FLAC)                                                                                              |
| 2001                           |                                                      | Advanced audio coding (AAC)                                                                                                   |
| 2002                           |                                                      | Ogg Vorbis |
| 2003                           | DualDisc                                             | |
| 2004                           |                                                      | Apple Lossless (ALE or ALAC)                                                                                                  |
| 2005                           | HD-DVD                                               | |
| 2006                           | Blu-Ray                                              | |

## Галерея

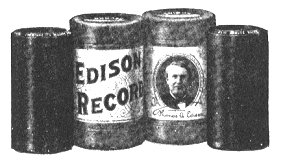
Циліндри фонографа Едісона
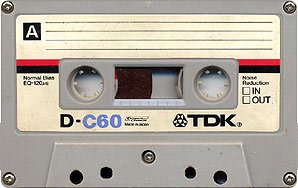
Компакт-касета
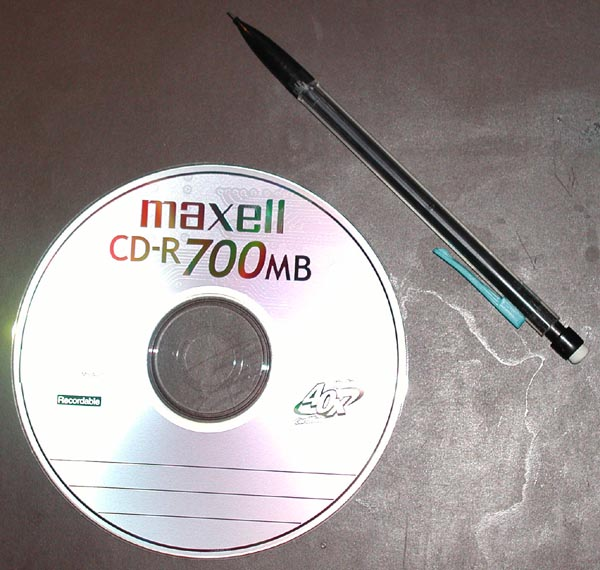
компакт диск